# Selección de korfbal de Inglaterra
La selección de korfball de Inglaterra está dirigida por la English Korfball Association (EKA), que representa a Inglaterra en las competiciones internacionales de korfball. En 2007, la selección de korfball de Gran Bretaña se dividió en 3 equipos nacionales: Inglaterra, Gales y Escocia, que compiten en todas las competiciones internacionales excepto los Juegos Mundiales, donde compiten como un equipo nacional unificado de korfball de Gran Bretaña.

## Participaciones

### Campeonato Mundial de Korfbal
| Año   | Pos.                               |
| ----- | ---------------------------------- |
| 1978  | Jugaron como parte de Gran Bretaña |
| 2003  | Jugaron como parte de Gran Bretaña |
| 2007  | 7°                                 |
| 2011  | 5°                                 |
| 2015  | 4°                                 |
| 2019  | 9°                                 |
| Total | 4/11                               |

### Campeonato Europeo de Korfbal
| Año   | Pos.                               |
| ----- | ---------------------------------- |
| 1998  | Jugaron como parte de Gran Bretaña |
| 2006  | Jugaron como parte de Gran Bretaña |
| 2010  | 6°                                 |
| 2014  | 4°                                 |
| 2016  | 6°                                 |
| 2015  | 7°                                 |
| Total | 4/7                                |

## Jugadores

### Equipo actual
Equipo nacional en el Campeonato del Mundo de 2015.
| - Stephanie Allen - Natasha Dawson - Claire Dique - Caitlin Fitzgerald - Kathryn Goodridge - Amy Turner - Hannah Lorrimer - Ashley Warner | - Owen Bailey - Sam Brooks - Daniel Brown - Otto Fabius - Ben King () - Blake Palfreyman - Davesh Patel - Charles Vogwill |  |